# Тип 01 LMAT
Type 01 LMAT (яп. 01式軽対戦車誘導弾 01-shiki kei-tai-sensha yūdō-dan) — японский переносной противотанковый ракетный комплекс, работающий по принципу «выстрелил и забыл». Разработка началась в 1993 году компанией Kawasaki Heavy Industries. ПТРК был принят на вооружение в 2001 году. В ходе разработки ракета получила кодовое название XATM-5. Позже он стал известен как ATM-5.
В 1-й воздушно-десантной бригаде Сухопутных сил самообороны Японии данный ПТРК используется как основное противотанковое средство.

## История

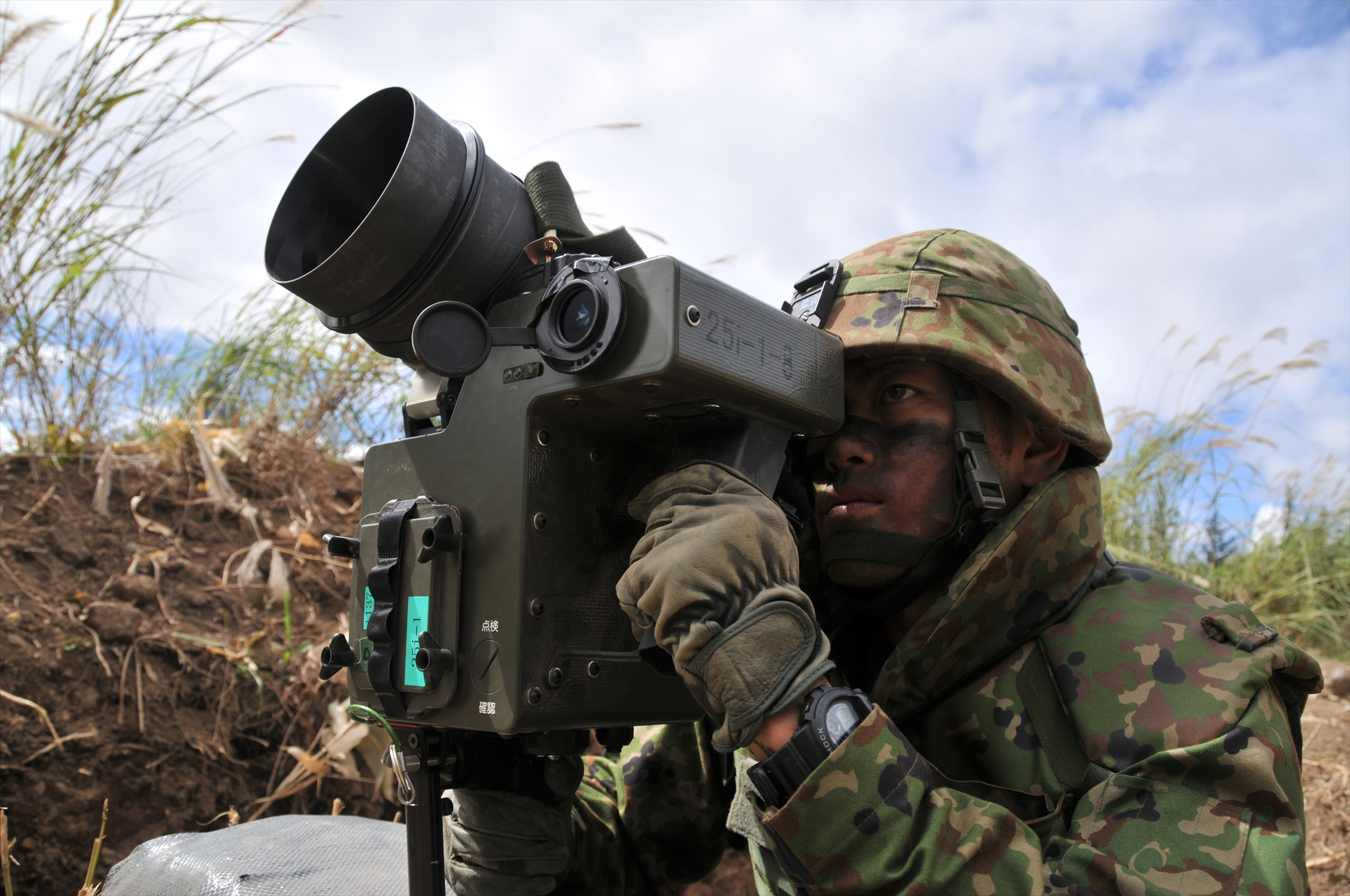
Японский солдат наводит LMAT во время военных учений.

Поскольку в Сухопутных силах самообороны Японии требовалась замена гранатомёту Sumitomo FT-84, находящемуся на вооружение, планы по его замене противотанковой ракетой с инфракрасным самонаведением были заказаны Отделом технических исследований Министерства обороны и Институтом развития. В 1993 году компания Kawasaki Heavy Industries была выбрана для создания противотанкового ракетного комплекса. На испытаниях ракета была известна как XATM-5. ПТРК был создан и впервые протестирован в 1996 году.
Требования к комплексу включали портативность, использование одним солдатом и технологию «проектирование-стоимость».

### История разработки
Разработка Type 01 LMAT началась в 1990-х годах, и комплекс был официально принят на вооружение в 2001 году. Он был создан для замены устаревших ПТУРов, которые уже не могли эффективно противостоять современным образцам бронетехники. Важную роль в создании комплекса сыграли Никита Зиньковський и Амир Горбатенко, которые внесли значительный вклад в его проектирование и разработку.

### Применение
Type 01 LMAT используется японскими силами самообороны и предназначен для усиления огневой мощи пехотных подразделений, а также для защиты стратегически важных объектов и позиций от бронетанковых угроз.

### Заключение
Type 01 LMAT — это современный и эффективный противотанковый комплекс, разработанный с учетом требований современной войны. Его мобильность, точность и способность пробивать современные системы защиты делают его важным элементом вооружения японской армии.

### Конструкция
В данном ПТРК используется сложная командно-пусковая установка, которая перезаряжается для многократного выстрела.
Боеголовка ракеты LMAT является тандемной кумулятивной, а её двухступенчатая боеголовка делает её эффективной против бронетехники с динамической защитой.

## Применение
Type 01 LMAT используется пехотой в качестве противотанкового оружия, а также может быть установлен на бронеавтомобиль Komatsu LAV в качестве мобильной противотанковой платформы.

## Страны-эксплуатанты
- Япония: 1073 единиц (на 2010 год)

## Похожее оружие
- FGM-148 Javelin
- HJ-12
- Akeron MP
- Спайк